# Нутопия

Флаг Нутопии

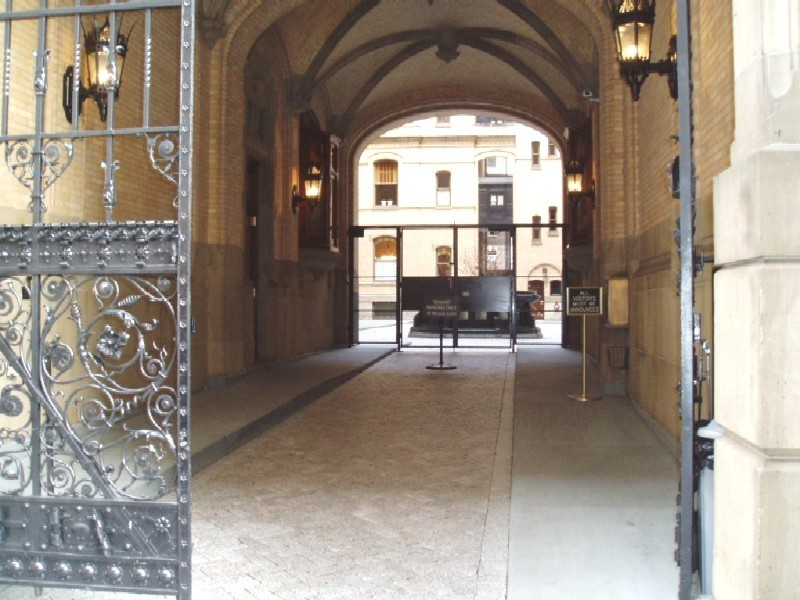
«Посольство Нутопии»

Нутопия (англ. Nutopia) — виртуальное государство, основанное Джоном Ленноном и Йоко Оно. Одной из причин, по которой было создано это государство, является проблема иммиграции Джона Леннона. Название «Нутопия» (Nutopia) является словослиянием двух слов — new (новая) и utopia (утопия).
Государство было основано 1 апреля 1973 года в Нью-Йорке. Леннон и Оно представили страну на пресс-конференции. Леннон сказал:
Мы объявляем об основании страны Нутопии. Гражданство страны может быть получено путем объявления вашей тяги к Нутопии. У Нутопии нет территории, нет границ, нет паспортов, только люди. В Нутопии нет законов, кроме космической программы. Все люди, проживающие в Нутопии, являются послами страны. Как два посла Нутопии, мы просим признания в Организации Объединенных Наций нашей страны и её народа.
В 2006 году был основан официальный сайт Нутопии, на котором был выложен документальный фильм студии Lionsgate «США против Джона Леннона».
Флаг Нутопии имеет только один цвет — белый. Некоторые критиковали этот флаг как символ капитуляции, но в конце 1970-х годов основателям страны удалось защитить этот символ, считая, что без капитуляции нельзя добиться мира. На печати страны изображен тюлень. Это было игрой слов — «seal» в английском языке имеет значения «тюлень» и «печать».
У входа в дом Джона Леннона и Йоко Оно — «Дакоты билдинг» — который находится в штате Нью-Йорк, имеется мемориальная доска с выгравированной надписью «NUTOPIAN EMBASSY» (Посольство Нутопии). Йоко Оно говорила: «Люди, проходящие мимо, предпочитают ходить рядом с этой дверью (с мемориальной доской), а не рядом с дверью кухни, говоря, что там находится чёрный ход». Финский певец Кари Пейцамо, поклонник творчества Леннона, выпустил песню под названием «Нутопия» в своём альбоме I’m Down. Позже, финский панк-исполнитель Клещ выпустил одноимённую песню в альбоме Уже не весело.